# Maksym Spodyriew
Maksym Spodyriew, ukr. Максим Сподирєв (ur. 29 grudnia 1993 w Charkowie) – ukraiński łyżwiarz figurowy reprezentujący Polskę, startujący w parach tanecznych z Natalią Kaliszek. Uczestnik igrzysk olimpijskich (2018, 2022), medalista zawodów Challenger Series i 8-krotny mistrz Polski (2015–2022). Zakończył karierę łyżwiarską 17 lipca 2022 roku.

## Życiorys

### Kariera
Przed przyjazdem do Polski Spodyriew startował w barwach Ukrainy; najpierw z Weroniką Szarapową, a następnie z Darią Korotycką (od sezonu 2011/12 do sezonu 2013/14). Występowali między innymi w zawodach cyklu Grand Prix Juniorów, plasując się zawsze w czołowej dziesiątce.

#### Partnerstwo z Kaliszek
W 2014 r. trenerzy zaproponowali Maksymowi, który pozostawał bez parterki niecały rok, treningi próbne z polską łyżwiarką Natalią Kaliszek. Po tygodniu próbnym zdecydowano o rozpoczęciu współpracy duetu Kaliszek/Spodyriew, a oficjalne treningi para rozpoczęła 1 września 2014 roku. Maksym i Natalia rozpoczęli treningi w Toruniu pod okiem trenerki Sylwii Nowak-Trębackiej. W pierwszym sezonie wspólnych startów 2014/15 Natalia i Maksym zostali mistrzami Polski oraz rozpoczęli regularne starty w zawodach międzynarodowych. Na mistrzostwach Europy w Sztokholmie zajęli 14. miejsce. Zadebiutowali również na mistrzostwach świata w Szanghaju, gdzie byli 24.
W kolejnym wspólnym sezonie widoczne były postępy w treningach i zgraniu, co dało efekt lepszych rezultatów. Natalia i Maksym zaczęli stawać na podium zawodów Challenger Series – zdobyli brąz na Mordovian Ornament oraz srebro podczas Warsaw Cup. Na zawodach krajowych po raz drugi zostali mistrzami Polski nie mając odpowiedniej konkurencji. Na arenie międzynarodowej poprawili swoje lokaty z poprzedniego roku, na mistrzostwach Europy 2016 zajęli 11. miejsce, a na mistrzostwach świata zajęli 16. miejsce. Po udanym sezonie w którym widoczny był postęp w wynikach, coraz częściej wspominano o chęci awansu pary na Zimowe Igrzyska Olimpijskie 2018 w Pjongczangu. W marcu 2016 r. Spodyriew otrzymał polskie obywatelstwo, co dawało mu szansę reprezentowania Polski na ZIO.

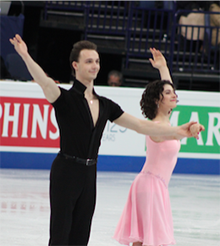
Taniec dowolny, Mistrzostwa świata 2017

W sezonie 2016/17 głównym celem Natalii i Maksyma było zdobycie kwalifikacji olimpijskiej. W tańcu krótkim prezentowali blues i hip-hop do piosenek Back to the Dirty Town (Blues Mystery) oraz Sax (Fleur East) ze względu na obowiązkowy motyw sezonu, czyli midnight blues. Taniec dowolny wykonywali do muzyki ze ścieżki dźwiękowej filmu Dirty Dancing (I've Had) The Time of My Life oraz Do You Love Me. Wzięli udział w jednych zawodach z cyklu Challenger Series – na Memoriale Ondreja Nepeli zajęli czwarte miejsce. Ze względu na dobry poprzedni sezon uzyskali kwalifikację do zawodów łyżwiarskich najwyższej rangi Grand Prix, co było powrotem łyżwiarzy reprezentujących Polskę po sześciu latach nieobecności w tym cyklu. Na NHK Trophy 2016 zajęli 7. miejsce, a podczas Cup of China 2016 byli 5. Tydzień przed występem na Cup of China, Natalia podczas upadku na treningu najechała łyżwą na dłoń Maksa, co skutkowało pociętymi palcami. Obydwoje przyznali, że do wypadku przyczyniły się fatalny stan lodu. Na mistrzostwach Europy w Ostrawie po raz pierwszy w karierze znaleźli się w najlepszej dziesiątce mistrzostw, plasując się na 8. miejscu. Podczas mistrzostw świata 2017 w Helsinkach dzięki zajęciu wysokiego 14. miejsca para uzyskała kwalifikację olimpijską na Zimowe Igrzyska Olimpijskie 2018 w Pjongczangu.

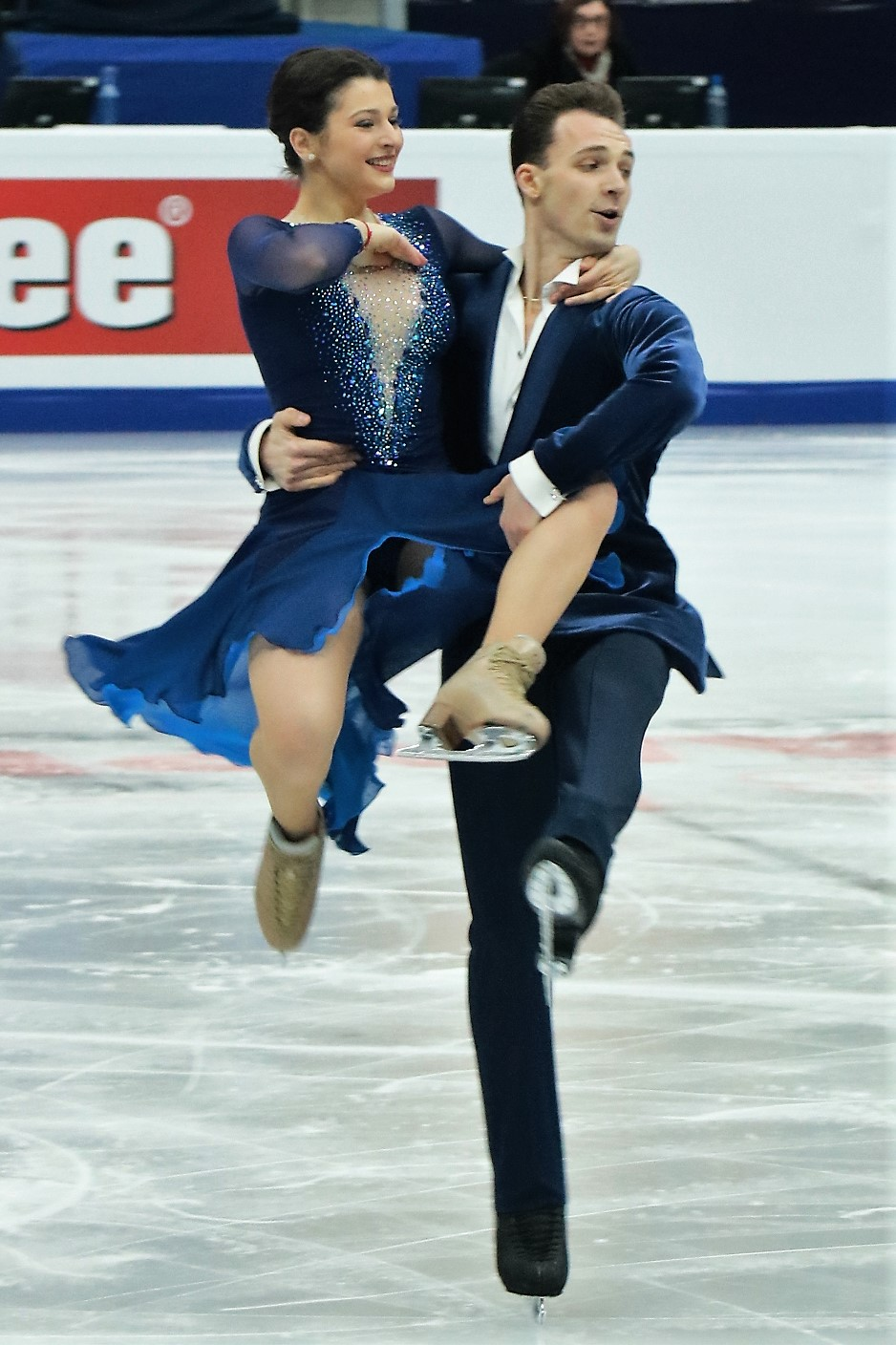
Taniec dowolny na mistrzostwach Europy 2018

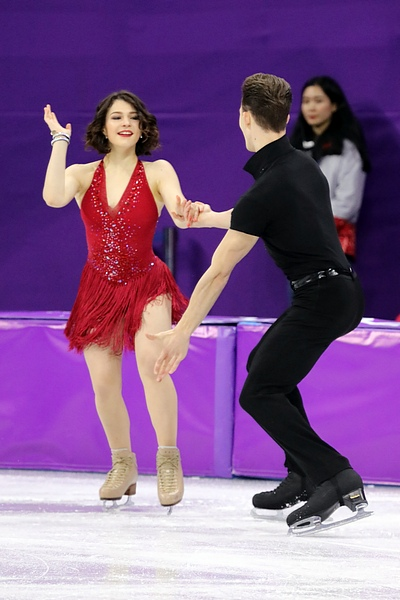
Taniec krótki ze wzorem tańca Rhumba na igrzyskach olimpijskich 2018

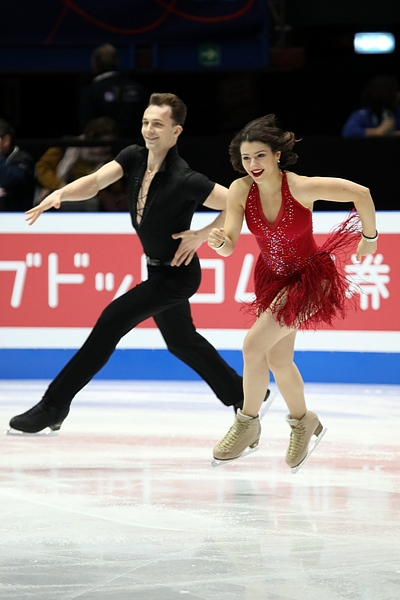
Taniec krótki na mistrzostwach świata 2018

W sezonie olimpijskim 2017/18 Natali i Maksym prezentowali taniec krótki, który miał być występem utrzymanym w rytmach latynoskich do piosenki Despacito, Deja vu oraz Descarga En Sol Para Tito Puente. W tańcu dowolnym zaprezentowali połączenie fokstrota, swingu i quickstepa do miksu m.in. z filmu Wielki Gatsby. W zawodach Challenger Series Tallinn Trophy 2017 ustanowili nowe rekordy życiowe, w tańcu krótkim 67.94 pkt, w tańcu dowolnym 100.64 pkt oraz w nocie łącznej 168.58 pkt, co dało im pierwszy w karierze triumf w zawodach tego cyklu. Na zawodach z cyklu Grand Prix zajęli 9. miejsce na Skate Canada International 2017 oraz 8. miejsce na Internationaux de France 2017. Podczas mistrzostw Europy 2018 zajęli 10. miejsce. W debiucie olimpijskim na igrzyskach olimpijskich w Pjongczangu zdobyli 66.06 pkt za taniec krótki, co dawało im 14. lokatę po pierwszym dniu zmagań. Za taniec dowolny otrzymali od sędziów 95.29 pkt co pozwoliło utrzymać im 14. miejsce z notą łączną 161.35 pkt i stratą 44.72 pkt do mistrzowskiej pary z Kanady. Występ Natalii i Maksyma na ZIO był powrotem polskich łyżwiarzy na arenę olimpijską po nieobecności w Soczi w 2014 r. oraz powrotem polskiej pary w konkurencji par tanecznych po 8 latach. Po udanym debiucie olimpijskim Kaliszek/Spodyriew wystąpili na mistrzostwach świata w Mediolanie. Po tańcu krótkim zajmowali 13. miejsce z notą 63.70 pkt, jednak za taniec dowolny otrzymali tylko 87.76 pkt, co skutkowało ich spadkiem na 17. miejsce z notą łączną 151.46 pkt. Ich spadek w klasyfikacji był konsekwencją decyzji sędziowskiej, którzy obniżyli ich notę o ponad 10 pkt za elementy techniczne dopiero po występie. Protokół sędziowski tłumaczył, że po twizzlach synchronicznych para wykonała podnoszenie rotacyjne, gdzie Maks utrzymał Natalię nad lodem jeden cały obrót, a podnoszenie to miało znaleźć się w programie znacznie później przez co kolejne elementy tańca były uznawane przez sędziów jako niezgodne z programem i skutkowały niższą punktacją bądź punktami ujemnymi.

## Życie prywatne
W czerwcu 2021 roku ożenił się z Sofiją Lizunową.

## Osiągnięcia

### Z Natalią Kaliszek (Polska)
| Zawody                                | 14–15          | 15–16          | 16–17          | 17–18          | 18–19          | 19–20          | 20–21          | 21–22          |                |                |                |                |                |                |                |                |                |
| Międzynarodowe                        | Międzynarodowe | Międzynarodowe | Międzynarodowe | Międzynarodowe | Międzynarodowe | Międzynarodowe | Międzynarodowe | Międzynarodowe | Międzynarodowe | Międzynarodowe | Międzynarodowe | Międzynarodowe | Międzynarodowe | Międzynarodowe | Międzynarodowe | Międzynarodowe | Międzynarodowe |
| ------------------------------------- | -------------- | -------------- | -------------- | -------------- | -------------- | -------------- | -------------- | -------------- | -------------- | -------------- | -------------- | -------------- | -------------- | -------------- | -------------- | -------------- | -------------- |
| Zimowe igrzyska olimpijskie           |                |                |                | 14             |                |                |                | 17             |                |                |                |                |                |                |                |                |                |
| Mistrzostwa świata                    | 24             | 16             | 14             | 17             | 11             | C              | 12             |                |                |                |                |                |                |                |                |                |                |
| Mistrzostwa Europy                    | 14             | 11             | 8              | 10             | 5              | 9              | C              | 14             |                |                |                |                |                |                |                |                |                |
| GP Cup of China                       |                |                | 5              |                |                |                |                |                |                |                |                |                |                |                |                |                |                |
| GP NHK Trophy                         |                |                | 7              |                |                |                |                |                |                |                |                |                |                |                |                |                |                |
| GP Skate Canada International         |                |                |                | 9              |                |                |                |                |                |                |                |                |                |                |                |                |                |
| GP Internationaux de France           |                |                |                | 8              |                | 6              |                |                |                |                |                |                |                |                |                |                |                |
| GP Rostelecom Cup                     |                |                |                |                | 5              | 4              |                | WD             |                |                |                |                |                |                |                |                |                |
| GP Skate America                      |                |                |                |                | 6              |                |                | 8              |                |                |                |                |                |                |                |                |                |
| CS Finlandia Trophy                   |                |                | 5              | 10             |                |                |                |                |                |                |                |                |                |                |                |                |                |
| CS Golden Spin Zagrzeb                |                |                |                |                | 2              |                |                |                |                |                |                |                |                |                |                |                |                |
| CS Memoriał Ondreja Nepeli            |                |                | 4              |                |                |                |                |                |                |                |                |                |                |                |                |                |                |
| CS Minsk-Arena Ice Star               |                |                |                |                |                | 2              |                |                |                |                |                |                |                |                |                |                |                |
| CS Mordovian Ornament                 |                | 3              |                |                |                |                |                |                |                |                |                |                |                |                |                |                |                |
| CS Nebelhorn Trophy                   |                | 7              |                |                | 8              |                |                |                |                |                |                |                |                |                |                |                |                |
| CS Tallinn Trophy                     |                |                |                | 1              | 3              |                |                |                |                |                |                |                |                |                |                |                |                |
| CS Warsaw Cup                         | 6              | 2              |                |                |                |                |                | WD             |                |                |                |                |                |                |                |                |                |
| Warsaw Cup                            |                |                |                |                | 2              |                |                |                |                |                |                |                |                |                |                |                |                |
| Mentor Toruń Cup                      | 3              | 1              | 1              | 1              | 2              | 1              |                |                |                |                |                |                |                |                |                |                |                |
| Open d’Andorra                        |                | 2              |                |                |                |                |                |                |                |                |                |                |                |                |                |                |                |
| Santa Claus Cup                       | 1              |                |                | 3              |                |                |                |                |                |                |                |                |                |                |                |                |                |
| Shanghai Trophy                       |                |                |                |                |                | 3              |                |                |                |                |                |                |                |                |                |                |                |
| Bosphorus Cup                         |                |                |                |                |                | 1              |                |                |                |                |                |                |                |                |                |                |                |
| Międzynarodowe: Kategorie młodzieżowe |                |                |                |                |                |                |                |                |                |                |                |                |                |                |                |                |                |
| Mistrzostwa świata juniorów           | 7              |                |                |                |                |                |                |                |                |                |                |                |                |                |                |                |                |
| Volvo Open Cup                        | 2 J            |                |                |                |                |                |                |                |                |                |                |                |                |                |                |                |                |
| Krajowe                               |                |                |                |                |                |                |                |                |                |                |                |                |                |                |                |                |                |
| Mistrzostwa Polski                    | 1              | 1              | 1              | 1              | 1              | 1              | 1              | 1              |                |                |                |                |                |                |                |                |                |

### Z Darją Korotycką (Ukraina)
| Zawody                                | 11–12                                 | 12–13                                 | 13–14                                 |                                       |                                       |                                       |                                       |                                       |                                       |                                       |                                       |                                       |                                       |                                       |                                       |                                       |                                       |                                       |
| Międzynarodowe: Kategorie młodzieżowe | Międzynarodowe: Kategorie młodzieżowe | Międzynarodowe: Kategorie młodzieżowe | Międzynarodowe: Kategorie młodzieżowe | Międzynarodowe: Kategorie młodzieżowe | Międzynarodowe: Kategorie młodzieżowe | Międzynarodowe: Kategorie młodzieżowe | Międzynarodowe: Kategorie młodzieżowe | Międzynarodowe: Kategorie młodzieżowe | Międzynarodowe: Kategorie młodzieżowe | Międzynarodowe: Kategorie młodzieżowe | Międzynarodowe: Kategorie młodzieżowe | Międzynarodowe: Kategorie młodzieżowe | Międzynarodowe: Kategorie młodzieżowe | Międzynarodowe: Kategorie młodzieżowe | Międzynarodowe: Kategorie młodzieżowe | Międzynarodowe: Kategorie młodzieżowe | Międzynarodowe: Kategorie młodzieżowe | Międzynarodowe: Kategorie młodzieżowe |
| ------------------------------------- | ------------------------------------- | ------------------------------------- | ------------------------------------- | ------------------------------------- | ------------------------------------- | ------------------------------------- | ------------------------------------- | ------------------------------------- | ------------------------------------- | ------------------------------------- | ------------------------------------- | ------------------------------------- | ------------------------------------- | ------------------------------------- | ------------------------------------- | ------------------------------------- | ------------------------------------- | ------------------------------------- |
| JGP w Czechach                        |                                       |                                       | 8                                     |                                       |                                       |                                       |                                       |                                       |                                       |                                       |                                       |                                       |                                       |                                       |                                       |                                       |                                       |                                       |
| JGP we Francji                        |                                       | 4                                     |                                       |                                       |                                       |                                       |                                       |                                       |                                       |                                       |                                       |                                       |                                       |                                       |                                       |                                       |                                       |                                       |
| JGP na Łotwie                         |                                       |                                       | 6                                     |                                       |                                       |                                       |                                       |                                       |                                       |                                       |                                       |                                       |                                       |                                       |                                       |                                       |                                       |                                       |
| JGP w Słowenii                        |                                       | 5                                     |                                       |                                       |                                       |                                       |                                       |                                       |                                       |                                       |                                       |                                       |                                       |                                       |                                       |                                       |                                       |                                       |
| Minsk-Arena Ice Star                  |                                       | 2 J                                   |                                       |                                       |                                       |                                       |                                       |                                       |                                       |                                       |                                       |                                       |                                       |                                       |                                       |                                       |                                       |                                       |
| NRW Trophy                            | 9 J                                   | 16 J                                  |                                       |                                       |                                       |                                       |                                       |                                       |                                       |                                       |                                       |                                       |                                       |                                       |                                       |                                       |                                       |                                       |
| Santa Claus Cup                       | 3 J                                   |                                       |                                       |                                       |                                       |                                       |                                       |                                       |                                       |                                       |                                       |                                       |                                       |                                       |                                       |                                       |                                       |                                       |
| Krajowe                               |                                       |                                       |                                       |                                       |                                       |                                       |                                       |                                       |                                       |                                       |                                       |                                       |                                       |                                       |                                       |                                       |                                       |                                       |
| Mistrzostwa Ukrainy                   |                                       | 3                                     |                                       |                                       |                                       |                                       |                                       |                                       |                                       |                                       |                                       |                                       |                                       |                                       |                                       |                                       |                                       |                                       |

## Programy
Natalia Kaliszek / Maksym Spodyriew
| Sezon   | Taniec rytmiczny (RD) | Taniec dowolny (FD) | Pokazy mistrzów                     |
| ------- | --- | --- | ----------------------------------- |
| 2021–22 | - Blues: Quick Musical Doodles – Two Feet - Hip-hop: Glory – The Score choreograf: Sylwia Nowak-Trębacka                                                                              | - Heart Cry – Perpetual Emotions - Natural – Imagine Dragons choreograf: Sylwia Nowak-Trębacka |                                     |
| 2020–21 | - Disco, quickstep: Everybody Say Yeah (z musicalu Kinky Boots) – Cyndi Lauper choreograf: Sylwia Nowak-Trębacka                                                                      | - Dirty Dancing medley: - (I've Had) The Time of My Life" – Bill Medley, Jennifer Warnes - Do You Love Me – The Contours choreograf: Sylwia Nowak-Trębacka                                                          |                                     |
| 2019–20 | - Disco, quickstep: Everybody Say Yeah (z musicalu Kinky Boots) – Cyndi Lauper choreograf: Sylwia Nowak-Trębacka                                                                      | - Dirty Dancing medley: - (I've Had) The Time of My Life" – Bill Medley, Jennifer Warnes - Do You Love Me – The Contours choreograf: Sylwia Nowak-Trębacka                                                          | - I’ll Never Love Again – Lady Gaga |
| 2018–19 | - Tango Romantica: Passion for Tango | - Bout Time – Crystalize - I Feel Like I'm Drowning – Two Feet |                                     |
| Sezon   | Taniec krótki (SD) | Taniec dowolny (FD) | Pokazy mistrzów                     |
| 2017–18 | - Samba: Despacito – Luis Fonsi - Rumba: Deja vu – Prince Royce, Shakira - Salsa: Descarga En Sol Para Tito Puente – Alex Torres, Los Reyes Latinos choreograf: Sylwia Nowak-Trębacka | - Young and Beautiful (z filmu The Great Gatsby) – Lana Del Rey - Swing Break – The McMash Clan, Kate Mullins - No Diggity – No Diggity - Maple Leaf Rag – Skeewiff, Tommy Dorsey choreograf: Sylwia Nowak-Trębacka |                                     |
| 2016–17 | - Blues: Back to the Dirty Town – Blues Mystery - Hip-hop: Sax – Fleur East choreograf: Sylwia Nowak-Trębacka                                                                         | - Dirty Dancing medley: - (I've Had) The Time of My Life" – Bill Medley, Jennifer Warnes - Do You Love Me – The Contours choreograf: Sylwia Nowak-Trębacka                                                          |                                     |
| 2015–16 | - Walc: Rain Waltz – Fryderyk Chopin - Fokstrot: Tea For Two choreograf: Sylwia Nowak-Trębacka                                                                                        | - Crystallize medley |                                     |
| 2014–15 | | - Upiór w operze – Roberto Danova |                                     |

## Rekordy życiowe
Natalia Kaliszek / Maksym Spodyriew
| Historyczne rekordy życiowe przed sezonem 2018/2019 | Historyczne rekordy życiowe przed sezonem 2018/2019 | Historyczne rekordy życiowe przed sezonem 2018/2019 | Historyczne rekordy życiowe przed sezonem 2018/2019 | Historyczne rekordy życiowe przed sezonem 2018/2019 |
| Segment                                             | Data                                                | Punkty                                              | Zawody                                              | Uwagi                                               |
| --------------------------------------------------- | --------------------------------------------------- | --------------------------------------------------- | --------------------------------------------------- | --------------------------------------------------- |
| TSS                                                 | 24 listopada 2017                                   | 168,58                                              | Tallinn Trophy 2017                                 |                                                     |
| SD                                                  | 23 listopada 2017                                   | 67,94                                               | Tallinn Trophy 2017                                 |                                                     |
| SD TES                                              | 23 listopada 2017                                   | 36,18                                               | Tallinn Trophy 2017                                 |                                                     |
| SD PCS                                              | 23 listopada 2017                                   | 31,76                                               | Tallinn Trophy 2017                                 |                                                     |
| FD                                                  | 24 listopada 2017                                   | 100,64                                              | Tallinn Trophy 2017                                 |                                                     |
| FD TES                                              | 20 stycznia 2018                                    | 51,55                                               | Mistrzostwa Europy 2018                             |                                                     |
| FD PCS                                              | 24 listopada 2017                                   | 49,32                                               | Tallinn Trophy 2017                                 |                                                     |